# 眼帶石鯛
眼帶石鯛（學名：Oplegnathus woodwardi）為輻鰭魚綱鱸形目鱸亞目石鯛科的其中一種，分布於東印度洋澳洲南部海域，深度50-400公尺，本魚體側扁而高，口小，上下頷齒成鸚鵡嘴狀，體側及頭部具有數條深色寬橫紋，其中一條穿越眼睛，體長可達45公分，棲息在大陸棚及大陸坡，生活習性不明。